# Локум
Локумът е сладкарско изделие, направено от нишесте и подсладена със захар вода. В повечето случаи локумът се ароматизира с розова вода или с лимон. Някои рецепти препоръчват слагането на орехи, фъстъци, шамфъстък, лешници и други. Обикновено е нарязан във формата на кубчета, които, за да не се слепят, се отделят едно от друго с пудра захар или кокосови стърготини.
Въпреки че локумът е познат в цял свят, той е особено разпространен в българската, турската, албанската, босненската, гръцката, кипърската и румънската кухня.